# Římskokatolická farnost Knížecí Pláně
Římskokatolická farnost Knížecí Pláně (latinsky Parochia Fürstenhut) je zaniklým územním společenstvím římských katolíků v rámci prachatického vikariátu českobudějovické diecéze. Je také jednou z pěti zaniklých farností vikariátu, jejíž farní kostel byl mezi lety 1955–1976 nesmyslně zbořen (patří sem kostely farností Cudrovice, České Žleby, Strážný a kostel svatého Martina bývalé farnosti v Novém Světě).

## O farnosti

### Historie

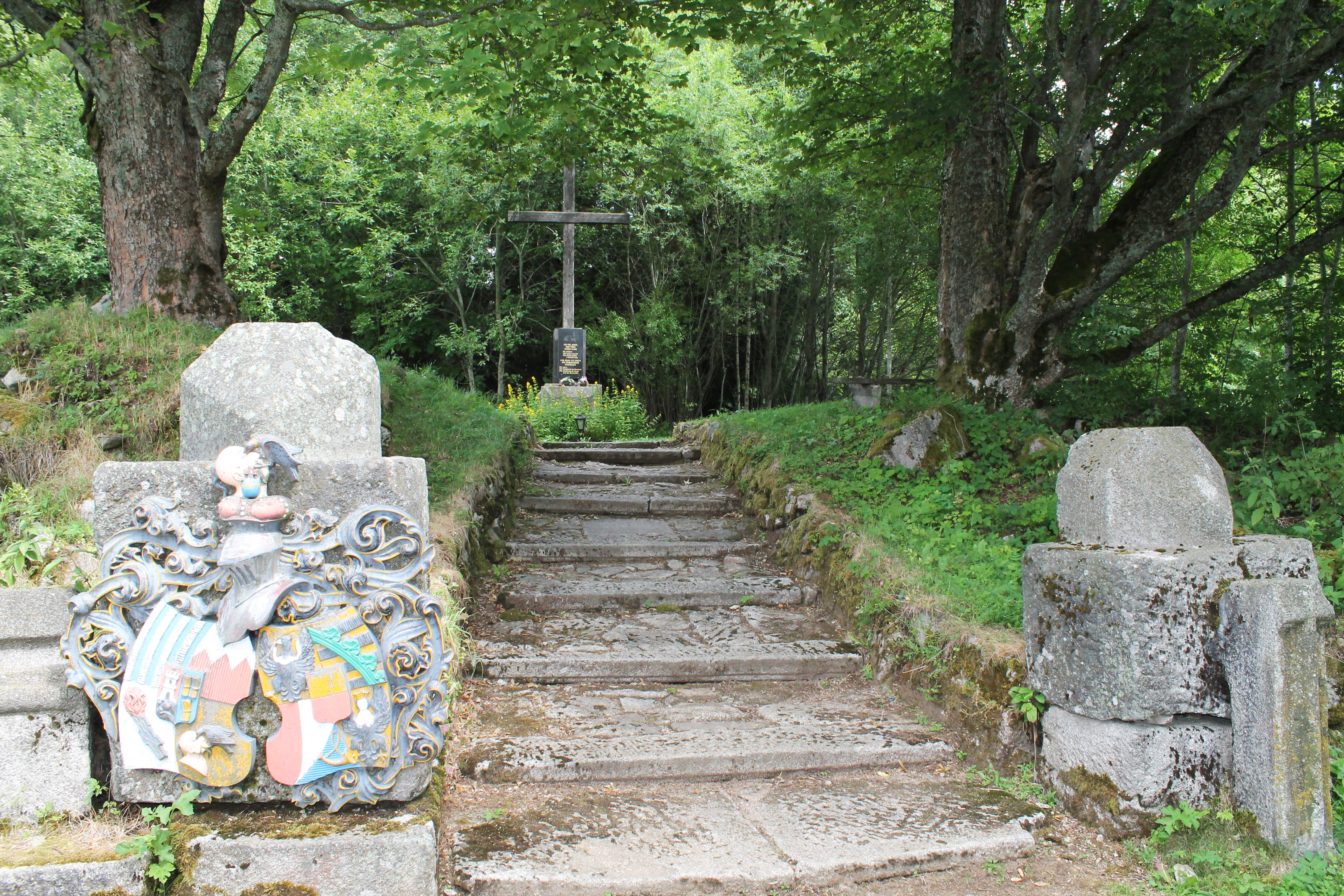
Podoba místa kde stával kostel v roce 2013, vlevo alianční znak Schwarzenbersko-Lichtenštejnský z vítězného oblouku zaniklého kostela.

Osada Knížecí Pláně (německy Fürstenhut), založená teprve v roce 1792 jako dřevařská kolonie, spadala pod farnost Nový Svět. V roce 1827 zde byla založená expozitura, povýšená v roce 1849 na lokálii. K bohoslužbám byl využíván dřevěný kostel svatého Jana Křtitele, postavený snad již v roce 1814 či 1824. Od roku 1830 byly vedeny matriční knihy. Po povýšení lokálie na farnost v roce 1856, začal být od roku 1861 budovaný nový kamenný kostel, slavnostně vysvěcený prvním zdejším farářem Thomasem Bayerlem 27. ledna 1864. Byl postaven i zařízen v novogotickém slohu. Patronátní právo ke kostelu měli Schwarzenbergové, v roce 1890 jím byl Adolf Josef ze Schwarzenbergu, kdy byl zdejším farářem P. Mauritius Haissak (narozený v Mostě 21. července 1847). Území farnosti tehdy zahrnovalo Knížecí Pláně, Bučinu, Stodůlky a Chaloupky a bylo osídleno převážně německojazyčným obyvatelstvem. Dne 17. července 1912 kostel zcela vyhořel, zbylo z něj pouze obvodové zdivo. Díky finanční sbírce byl ještě týž rok obnoven a místo původní šindelové krytiny byla použitá břidlice. Došlo k tomu za faráře Matouše Würstla, který však v roce 1914 farnost opustil a stal se děkanem děkanství Postoloprty v litoměřické diecézi. Po druhé světové válce bylo území postupně vysídlováno, definitivní konec pro ves znamenalo zřízení hraničního pásma. Poslední mši zde v roce 1950 sloužil farář P. Karel Fořt, následně byl kostel uzavřen, v roce 1951 byly kostelní varhany převezeny do kostela svatého Filipa a Jakuba v Šumavských Hošticích. V pondělí dne 20. srpna 1956 byl kostel odstřelen a obec zničená, náhrobky hřbitova byly rozježděny buldozery. Až v 90. letech 20. století bylo místo částečně obnoveno a 28. června 1992 vysvěceno, na místě původního kostela byl vztyčen kříž.
Farnost zanikla 31. prosince 2019, jejím právním nástupcem je od 1. ledna 2020 Římskokatolická farnost Vimperk.
| Fotografie | Kostel                       | Místo         | Bohoslužba    | Bohoslužba    | Poznámka             |
| ---------- | ---------------------------- | ------------- | ------------- | ------------- | -------------------- |
|            | Kostel svatého Jana Křtitele | Knížecí Pláně | nelze sloužit | nelze sloužit | zbořený farní kostel |